# Pàvel Kuznetsov
Pàvel Kuznetsov   (Strunino, 10 de juliol de 1961) és un aixecador rus que va competir sota bandera de la Unió Soviètica durant la dècada de 1980.
El 1988 va prendre part en els Jocs Olímpics d'Estiu de Seül, on va guanyar la medalla d'or en la pes tres-quarts pesant del programa d'halterofília.
En el seu palmarès també destaquen dues medalles d'or, una de plata i una de bronze al Campionat del món d'halterofília i dues d'or i dues de bronze al Campionat d'Europa d'halterofília. Durant la seva carrera va guanyar tres campionats soviètics (1983, 1984 i 1987), la copa soviètica de 1983 i va establir quatre rècords mundials.